# 金月龍之介
金月 龍之介（きんげつ りゅうのすけ、1971年9月29日 - ）は、日本の脚本家、小説家、フリーライター。日本脚本家連盟所属。別名にきんげつ りゅうのすけ、山田 おろち（やまだ おろち）がある。かつてはムービックに所属し商品企画などを担当しておりその際宣伝キャラクターとしてのアニメ店長の立ち上げに携わる作中で島本和彦がアニメイトのAVまつり特典用のドラマCDで脚本を書く事になった時のエピソードで名字「金月」を直訳した「ゴールドムーン氏」として登場した。

## 主な作品

### 企画
- アニメ店長

### シリーズ構成
2004年
- ニニンがシノブ伝

2005年
- フタコイ オルタナティブ

2006年
- 陰からマモル!

2007年
- テイルズ オブ シンフォニア THE ANIMATION（-2012年）
- がくえんゆーとぴあ まなびストレート!（ストーリーディレクター）

2010年
- 百花繚乱 サムライガールズ

2012年
- はぐれ勇者の鬼畜美学

2018年
- ユリシーズ ジャンヌ・ダルクと錬金の騎士

2022年
- ハコヅメ〜交番女子の逆襲〜

2023年
- ひろがるスカイ!プリキュア
- AIの遺電子

2024年
- トリリオンゲーム

### 人形アニメーション
- チェブラーシカ（2010年版）

### アニメ
- のらみみ
- 恋する天使アンジェリーク〜かがやきの明日〜
- テイルズ オブ ファンタジア THE ANIMATION
- コヨーテ ラグタイムショー（第1・2話）
- 住めば都のコスモス荘 すっとこ大戦ドッコイダー
- PIANO
- ヴァイスクロイツ グリーエン
- しゅごキャラ! ※ きんげつりゅうのすけ名義
- クイーンズブレイド 流浪の戦士（第2・4話）
- 一騎当千 XTREME XECUTOR
- 百花繚乱 サムライガールズ
- ヴァンキッシュド・クイーンズ（OVA）
- 精霊使いの剣舞
- サザエさん
- メルヘン・メドヘン
- ゲゲゲの鬼太郎（第6期）
- クイーンズブレイド アンリミテッド（OVA第1話）
- ユリシーズ ジャンヌ・ダルクと錬金の騎士
- とある魔術の禁書目録III
- ヒーリングっど♥プリキュア
- 映画 ヒーリングっど♥プリキュア ゆめのまちでキュン!っとGoGo!大変身!!
  - 映画 トロピカル〜ジュ!プリキュア プチ とびこめ!コラボ♡ダンスパーティ!
- ワールドトリガー
- ハコヅメ〜交番女子の逆襲〜

### ドラマCD
- テイルズ オブ シリーズ
  - テイルズ オブ ファンタジア
    - テイルズ オブ ファンタジア（全3巻）
    - アンソロジー（全2巻）
    - なりきりダンジョン（全2巻）
    - パニックワールド（全1巻）

  - テイルズ オブ エターニア
  - テイルズ オブ デスティニー
    - プルーストフォーゴットンクロニクル（全1巻）

  - テイルズ オブ デスティニー2（全5巻）
  - テイルズ オブ シンフォニア
    - A LONG TIME AGO（全3巻）
    - ロデオライド・ツアー（全2巻）

  - テイルズ オブ リバース（全4巻）
  - テイルズ オブ ジ アビス（脚色も担当）
  - テイルズ オブ ファンダム
    - 「(ちょっと)しあわせ日記」（全1巻）
    - テイルズリング・アーカイブ（全2巻）
- アニメ店長
- まほらば
- 陰からマモル!（全員プレゼントサービスのミニドラマ）
- 藍より青し（「旅情編」全1巻）
- 住めば都のコスモス荘・すっとこ大戦ドッコイダー（「ドッコイレディオ三枚おろしアワー」全1巻）
- 雨柳堂夢咄（全1巻）
- Ru・Li・Lu・Ra（「戦場シリーズ」「わてら陽気なパスカル娘」「第3期連作シリーズ」ラジオドラマ）
- ヴァイスクロイツ グリーエン（「Fight Fire With Fire」全1巻）
- 東京魔人学園妖都鎮魂歌（「東京魔人学園妖都鎮魂歌」全2巻）
- センチメンタルグラフティ2（「エピローグ・プロローグ」全2巻）
- グラニュ・レイテッドハピネス
- フレンズ～青春の輝き～（下巻のみ）

### 漫画原作
- ぷりぞな6

### その他

#### ゲーム
- ビバ!テイルズオブ
- テイルズ オブ ジ アビス　初回特典DVDミニドラマ「歴代主人公大集合。最強は誰だ!」
- テイルズ オブ ファンダム「晶霊探偵」
- アメリカンセクシーチャンネル3（山田おろち名義）
- ジサツのための101の方法（山田おろち名義）
- 末期、少女病 Lyrical pop World's end

#### 小説
- テイルズ オブ ファンタジア「魔剣忍法帖」
- テイルズ オブ ザ テンペスト「嵐の章」「輝きの章」
- テイルズ オブ イノセンス「引き継がれし想い」「昇華する約束」
- ドラマCDテイルズ オブ ファンタジア シナリオワークス（シナリオ集）
- フタコイ オルタナティブG
- ファーストKiss☆物語
- てきぱきワーキン♥ラブ
- クイズなないろDREAMS 虹色町の奇跡
- 雫
- ゲゲゲの鬼太郎 〜朱の音〜

#### 舞台
- テイルズ　オブ　フェスティバル
  - 2008　スペシャルスキット脚本
  - 2009　スペシャルスキット脚本

#### 作詞
- 桜舞うこの約束の地で（「がくえんゆーとぴあ まなびストレート!」第11話挿入歌）
- ヒカリ(「ジサツのための101の方法」オープニングテーマ曲)
- シアワセノサガシカタ(「ジサツのための101の方法」エンディングテーマ曲)